# Sinplus
Sinplus è un duo rock alternativo svizzero formato dai fratelli Gabriel e Ivan Broggini, originari di Locarno.

## Storia del gruppo
I Sinplus si sono formati nel 2009, con Gabriel Broggini alla voce e Ivan Broggini alla chitarra. Nel 2012, i Sinplus hanno rappresentato la Svizzera all'Eurovision Song Contest a Baku, Azerbaigian con il brano Unbreakable. La partecipazione ha portato loro visibilità a livello internazionale e ha segnato un momento cruciale nella loro carriera.
Negli anni successivi, la band ha pubblicato diversi album ed EP, consolidando la propria presenza sulla scena musicale svizzera ed europea. Nel 2014, hanno ricevuto il premio MTV come Best Swiss Act, un riconoscimento importante per la loro crescente popolarità, e sono stati nominati per il Best European Act.

## Evoluzione artistica
I Sinplus sono conosciuti per il sound energico e melodico, che combina elementi del rock alternativo con influenze più moderne. Con gli album Up to Me (2014) e This Is What We Are (2017), i Sinplus hanno ampliato il loro stile, sperimentando nuove influenze e tecniche di produzione. L'ultimo album Break the Rules (2021), esplora temi legati all'identità e all'accettazione personale, con un approccio che bilancia melodia e energia tipiche del rock alternativo.

## Stile musicale
Il sound dei Sinplus è caratterizzato da riff di chitarra incisivi, ritmi coinvolgenti e testi che affrontano temi personali e universali.. Tra le influenze della band si possono citare gruppi come U2, The Killers e The Black Keys. La loro musica unisce accessibilità commerciale e autenticità artistica, riuscendo a catturare un pubblico ampio e variegato.

## Esibizioni dal vivo e tour
La band si è esibita in festival di rilievo come l’Isle of Wight Festival e Moon & Stars.. Con una reputazione per le loro esibizioni dinamiche, hanno condiviso il palco con artisti come Roxette, Europe, The Darkness e Mando Diao, confermandosi come una presenza significativa nel panorama live europeo.

## Discografia

### Album in studio
- 2012 – Disinformation
- 2014 – Up to Me
- 2017 – This Is What We Are
- 2021 – Break the Rules

### EP
- 2020 – It's Not About Being Good

### Singoli
- 2011 – Unbreakable
- 2013 – Phoenix from the Ashes
- 2014 – Love Is Free (feat. Lady Chann)
- 2017 – You and I (feat. Mickey Shiloh)
- 2020 – Escape
- 2021 – Private Show (my RnR)
- 2021 – Van Gogh
- 2022 – Wildflower
- 2023 – Don't Come Any Closer
- 2024 – Let It Go
- 2024 – Bad Song

## Premi
- 2014 MTV Europe Music Awards - Best Swiss Act